# Brydningsindeks
Når bølgefænomener bevæger sig mellem områder med forskellige udbredelseshastigheder for pågældende bølger, ændres bølgernes bevægelsesretninger ved det fænomen der kaldes for refraktion. Graden af afbøjning afhænger af vinklen mellem den oprindelige bølgeretning og gradienten i udbredelseshastigheden, samt af et forholdstal, som kaldes for brydningsindekset for den pågældende gradient (eller grænseflade).

## Definition og beregninger
Illustrationen til højre viser plane bølger (stribemønstre i baggrunden) der passerer en skarp grænse (vandret sort streg) mellem to medier, hvoraf det ene (gult) har en højere udbredelseshastighed end det andet (blåt) overfor pågældende bølgefænomen. Det kunne for eksempel være lysbølger der passerer en vandoverflade.

Bølgerne ankommer med farten v1 fra øverste venstre hjørne, i en vis vinkel θ1 fra normalen til grænsefladen (lodret, stiplet linje på illustrationen). Når de krydser grænsefladen, bevarer bølgerne deres frekvens, men på grund af den lavere udbredelseshastighed v2 i det blå medie, bliver bølgelængden kortere. Da bølgetoppe og -dale (lyse og mørke striber illustrationens baggrundsmønster) indtræffer samtidigt på begge sider af grænsefladen, forlader planbølgen grænsefladen i en ændret vinkel θ2 fra grænsefladens normal.
Brydningsforholdet n12: 

Hvis forholdet mellem de to forskellige udbredelseshastigheder v1 og v2 er n12, så vil der være samme forhold mellem bølgelængderne λ1 og λ2 i de to medier. Man kan desuden vise, at samme forhold består imellem sinus til lysets hhv. ind- og udfaldsvinkler θ1 og θ2. Altså:

{\displaystyle {\frac {v_{1}}{v_{2}}}={\frac {\lambda _{1}}{\lambda _{2}}}={\frac {\sin \theta _{1}}{\sin \theta _{2}}}=n_{12}}

Heraf følger, at hvis bølgerne vandrer mod områder med mindre udbredelseshastighed og kortere bølger, bliver vinklen θ2 også mindre. Går bølgerne mod områder med større udbredelseshastighed og bølgelængder, øges den vinkel bølgerne forlader grænsefladen i.

Af den sidste ligning (Snells lov) kan man udlede, at:

{\displaystyle {\frac {\sin \theta _{1}}{\sin \theta _{2}}}=n_{12}\Leftrightarrow \theta _{2}=\sin ^{-1}\left({\frac {\sin \theta _{1}}{n_{12}}}\right)} 

Denne sammenhæng kan også opskrives: {\displaystyle n_{1}\sin \theta _{1}=n_{2}\sin \theta _{2}} (Snell's lov) – Her er n1 og n2 det absolutte brydningsindeks, se nedenfor.

Notationen "n12" angiver, at brydningsforholdet gælder for bølger der går fra en region 1 med udbredelseshastighed v1, bølgelængde λ1 osv., ind i en region med udbredelseshastighed v2, bølgelængde λ2 osv.. Bevæger bølgerne den modsatte vej (fra mindre hastigheder og bølgelængder til større ditto), gælder samme ligning, men med et andet brydningsindeks n21, som er det reciprokke af n12.

## Absolut og relativt brydningsindeks
Måler man brydningsindekset i et givet gennemsigtigt materiale omgivet af lufttomt rum (vakuum), får man den værdi der kaldes det absolutte brydningsindeks for dette materiale (for én bestemt lysbølgelængde). I praksis måler man dog indekset i lidt mere "praktiske" omgivelser (og med et velkendt brydningsindeks), og dividerer herefter (bogstavelig talt) omgivelsernes absolutte brydningsindeks ud af måleresultatet.

Ved at dividere materialets absolutte brydningsindeks med omgivelsernes ditto, har man det såkaldte relative brydningsindeks imellem de stoffer som materialeprøven hhv. dens omgivelser består af.
Hvis det gule medium har det absolutte brydningsindeks n1, og det blå har absolut brydningsindeks n2, beregnes det relative brydningsindeks mellem de to medier som forholdet mellem de to. En bølgefront der bevæger sig fra det gule til det blå medie oplever et brydningsindeks n12 der beregnes som:

{\displaystyle n_{12}={\frac {n_{2}}{n_{1}}}}

mens en bølge der kommer fra det blå medie ind i det gule brydes efter det reciprokke indeks n21, som er givet ved:

{\displaystyle n_{21}={\frac {n_{1}}{n_{2}}}}

## Tabel over stoffers brydningsindeks
| Materiale           | Lysets Hastighed                        | Brydningsindeks |
| ------------------- | --------------------------------------- | --------------- |
| Luft                | 3,00·108 {\displaystyle {\frac {m}{s}}} | 1,0             |
| Rudeglas            | 1,99·108 {\displaystyle {\frac {m}{s}}} | 1,51            |
| Laboratorieglas     | 2,04·108 {\displaystyle {\frac {m}{s}}} | 1,47            |
| Akryl (Plexiglas)   | 2,01·108 {\displaystyle {\frac {m}{s}}} | 1,49            |
| Vand                | 2,26·108 {\displaystyle {\frac {m}{s}}} | 1,33            |
| Sprit               | 2,21·108 {\displaystyle {\frac {m}{s}}} | 1,36            |
| Glycerin (Glycerol) | 2,04·108 {\displaystyle {\frac {m}{s}}} | 1,47            |
| Solsikkeolie        | 2,04·108 {\displaystyle {\frac {m}{s}}} | 1,47            |